# ハイラム・ビンガム

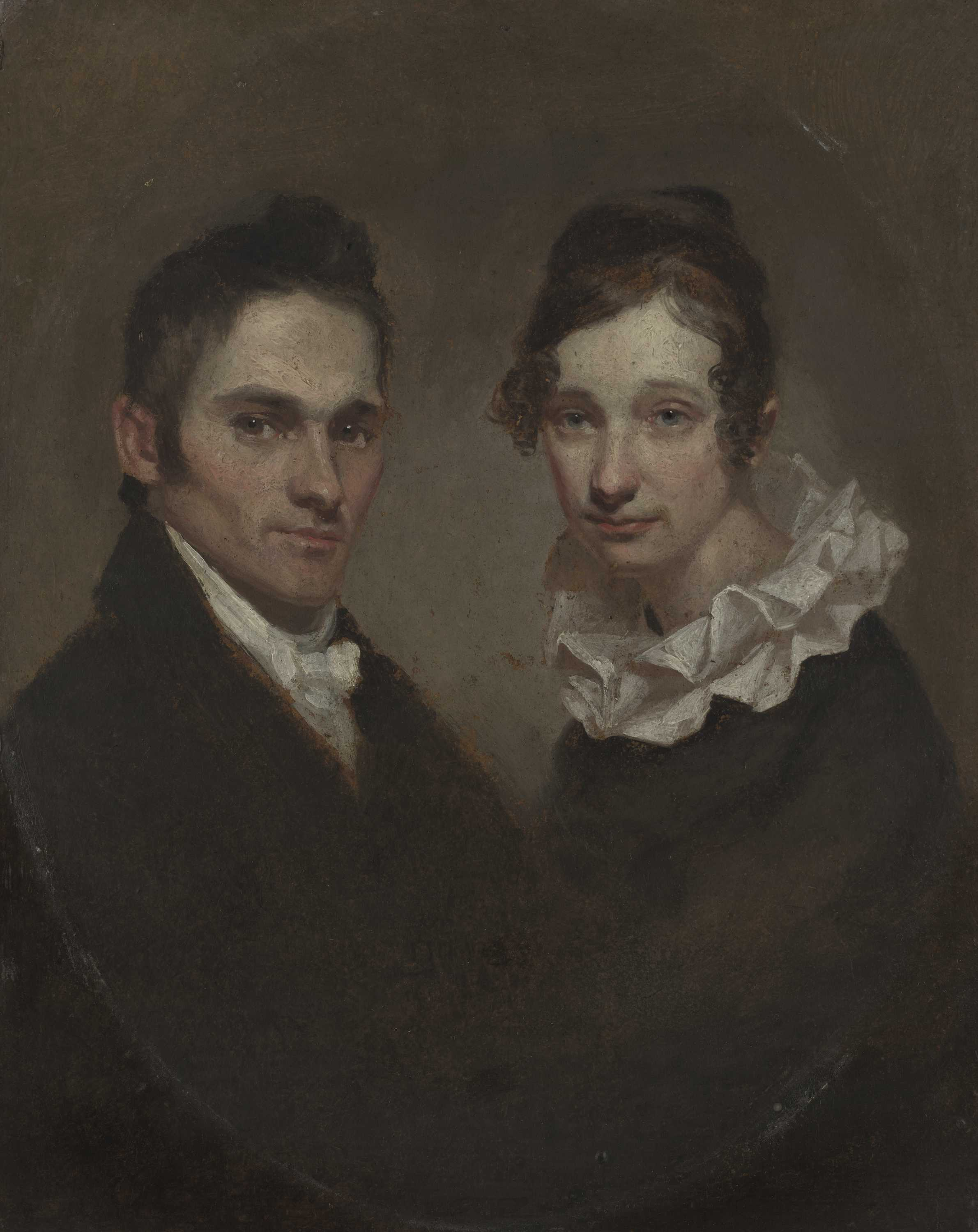
ハイラム・ビンガムと最初の妻シビル

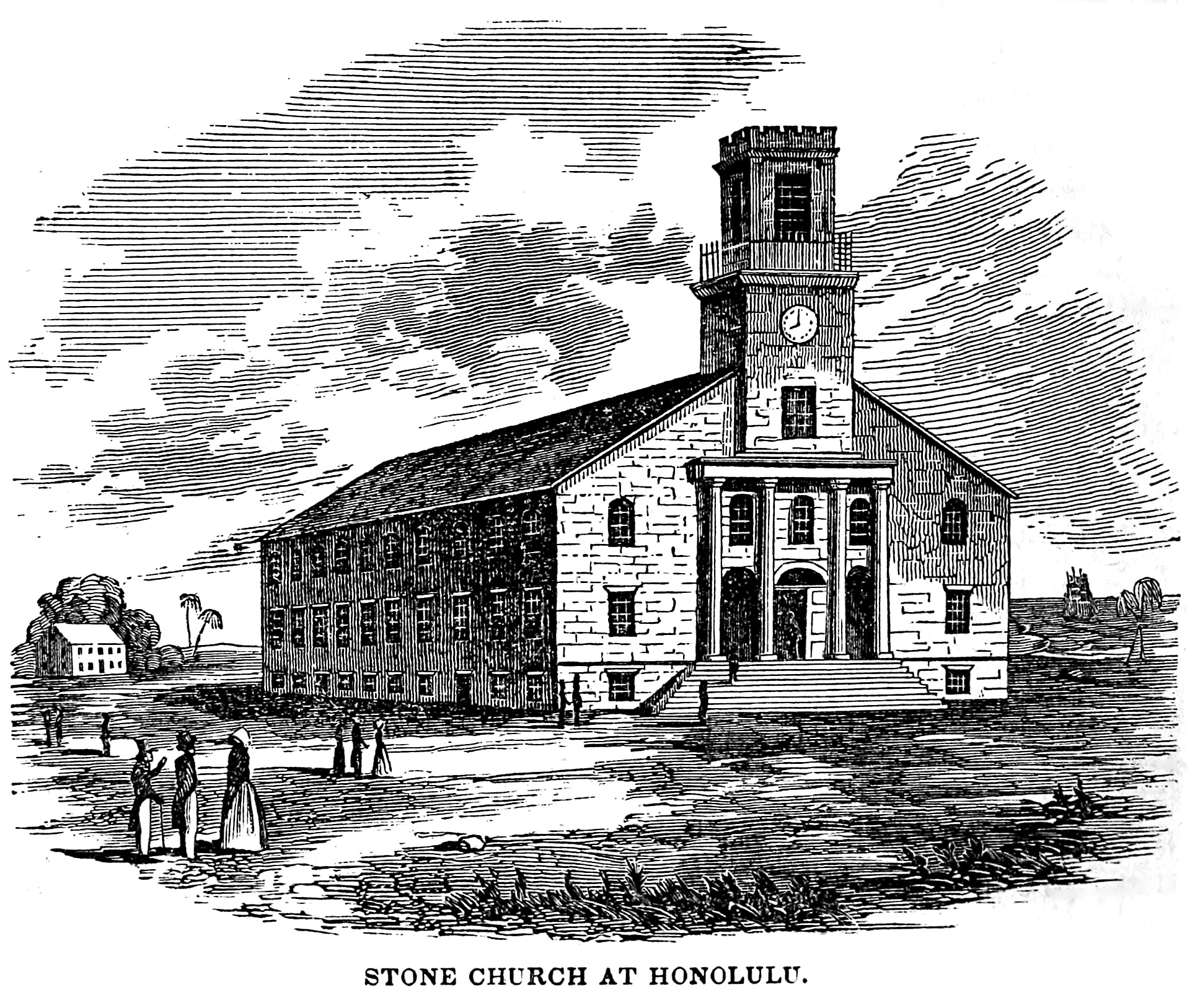
ハイラム・ビンガムが創始した「ホノルルの石造り教会」（カワイアハオ教会、1840年の絵）

ハイラム・ビンガム1世（英語: Hiram Bingham I、1789年10月30日 - 1869年11月11日）は、アメリカ合衆国の宣教師。
エイサ・サーストンなどと共にハワイ王国へ行き、初めてキリスト教を伝えた宣教師グループのリーダー格であった。

## 生涯
ハイラム・ビンガムはバーモント州ベニントンで生まれた。ミドルベリー大学とアメリカ会衆派のアンドーヴァー神学校を出ている。
シビル・モーズリー（Sybil Moseley Bingham）と結婚して、1819年10月23日に2人は、神学校同窓のエイサ・サーストンなどと共にアメリカン・ボードから派遣されて、ボストン港をサッデウス号（Brig Thaddeus）で出発した。1820年にハワイ島へ到着して、4月19日にはオアフ島ホノルルへ移った。
カメハメハ大王の死後ハワイ王国の執権を握ったカメハメハの妻カアフマヌ女王に取り入り、キリスト教を広めると同時に、様々な政治的な言動を行なった。カトリック布教を短期間であったが禁止させ、これはカトリックとプロテスタントの対抗もあったが、フランスの影響をとどめる意味もあった。
ハイラムはホノルルに「カワイアハオ教会」を創立して、現在の教会堂は1836年から1842年にかけて建設されている。ビンガム夫妻はカアフマヌから与えられたマノア・バレーにある邸宅に住み、そこは現在プナホウ・スクールになっている。

## ハワイ語訳聖書と聖歌
ハイラムをリーダーとして、エイサ・サーストンなどが協力して、ハワイ語訳聖書を翻訳した。これは1832年に新約聖書、1839年に旧約聖書が完成している。後の1868に改訂が行われて、その後大分経った2018年に現代ハワイ語の正書法に則ってアクセント符号などを付けて、『Ka Baibala Hemolele』（The Holy Bible）として再版が行われている。
また、ハワイ語の聖歌（賛美歌）を作っていて、Himeni Hope (closing hymn)など、静かで内省的だが力強い歌で、現在もハワイの教会で、ハワイの合唱団のコンサートで歌われている。

## 帰還
アメリカン・ボードはハイラムが政治に口出しをしているのを懸念して、1840年にシビルの健康がすぐれずにサバティカル名目で帰国させたはずが、彼をハワイへ送るのを辞めた。1848年にシビルが亡くなって、彼はハワイに関する思い出を本で出版している。
彼はニューイングランドにとどまり、1852年にネイオミ・モース（Naomi Morse）と再婚して、女子学校の教師などを務めた。亡くなった後は、コネチカット州ニューヘイブンの墓地に葬られた。

## 子孫
息子ハイラム・ビンガム2世（Hiram Bingham II、1831年 - 1908年）もハワイの宣教師になった。孫のハイラム・ビンガム3世は冒険家で、マチュピチュを世界へ紹介したことで知られている。